# Фельско, Иоганн Даниэль
Иоганн Даниэль Фельско (30 октября 1813, Рига, Лифляндская губерния, Российская империя — 7 октября 1902, там же) — известный лифляндский прибалтийско-немецкий архитектор, долгое время (1844—1879 годы) занимал пост главного архитектора Риги. Является первым главным городским архитектором в истории Риги.

## Начальный этап
С 1835 по 1840 годы выходец из образованной остзейской семьи Иоганн Даниэль Фельско обучался в Копенгагене, в Датской королевской академии изящных искусств, где усиленно практиковал архитектурное мастерство. Затем в 1844 году Фельско получил звание главного городского архитектора — эта должность была введена в этом же году по решению чиновников губернской администрации. В 1849 году архитектор, успешно закончивший учёбу и обосновавшийся в своём родном городе, получил важный губернский заказ на создание новой колокольни для рижской церкви Святого Иоанна, главного храма латышского лютеранского прихода. Предыдущая колокольня буквально рассыпалась на глазах у прихожан. Новая колокольня, изящно отстроенная в неоготическом стиле, стала своего рода дипломной работой молодого зодчего, благодаря которой он в 1851 году получил долгожданную степень свободного художника в Санкт-Петербургской Академии художеств.
Ещё раньше, в 1845 году по проекту архитектора Фельско в самом начале Господской (Кунгу) улицы, там, где въезд в город украшали Карловы ворота, строится изящное здание госпиталя Святого Георгия в стиле ампир, над главным входом в который расположен элегантный барельеф «Святой Георгий борется с драконом». В настоящий момент здание претерпевает период упадка, нуждаясь в срочной реставрации.
В 1852 году молодой архитектор Фельско спроектировал церковь Святого Мартина, которая находится в Пардаугаве по адресу улица Слокас, 34. Она выполнена в правильных неороманских формах, её главный фасад облицован красным кирпичом, а достопримечательностью интерьера являются просторные эмпоры. Позже, в 1880-е годы, архитектор Генрих Шель перестроил церковь, добавив просторный холл и расширив нефы.

## Англиканская церковь

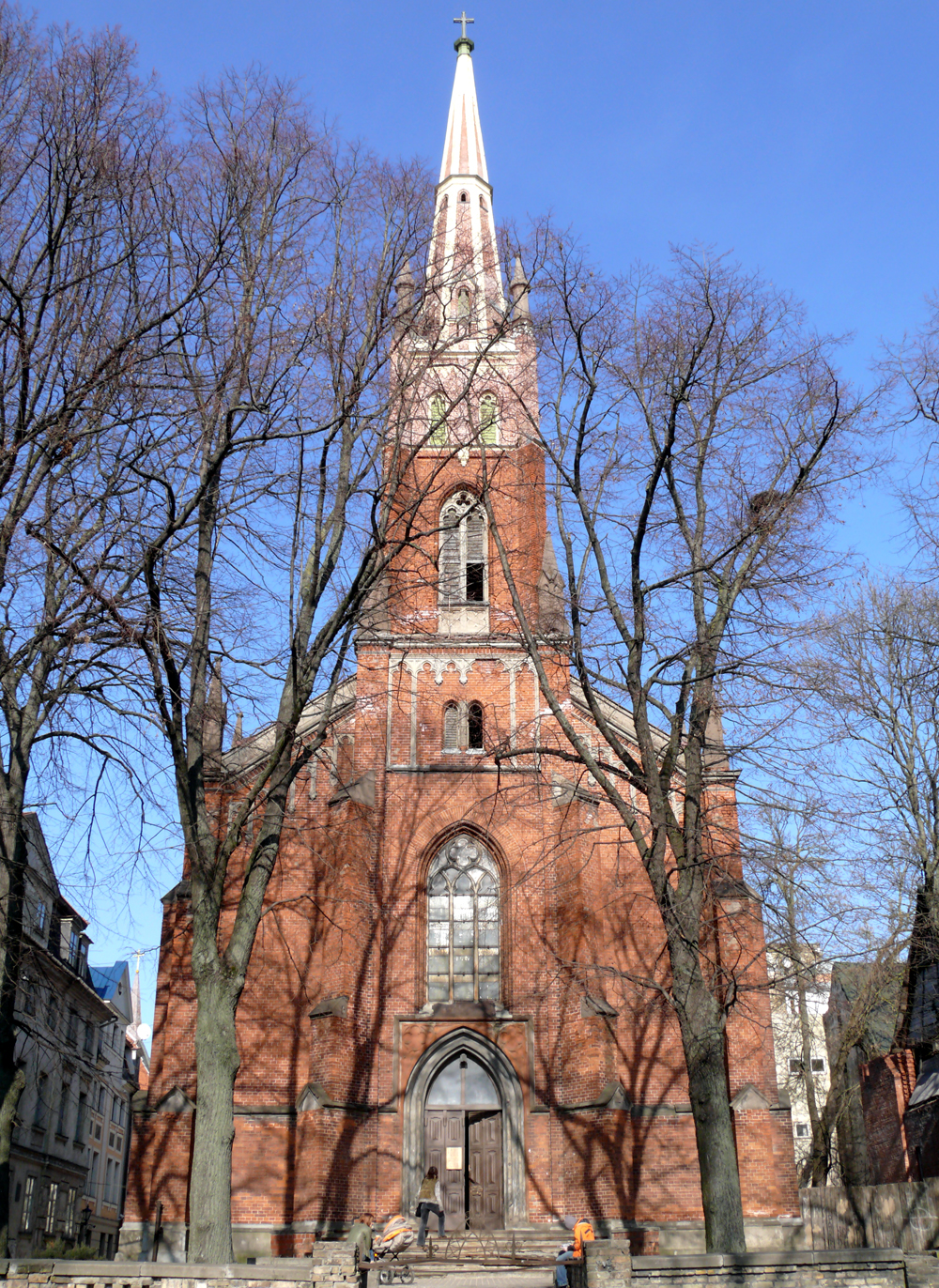
Англиканская церковь

Через некоторое время после получения перспективного статуса, который позволял ему свободно трудиться на ниве градостроительного искусства, заказы посыпались на молодого мастера как из рога изобилия. Сперва к нему обратились члены рижского англиканского прихода, которые вынуждены были использовать Реформатскую церковь для отправления религиозного культа, однако им хотелось иметь собственное церковное здание. Иоганн Даниэль согласился спроектировать храм, материалом для которого послужили кирпичи — их британские моряки привозили в качестве балласта в Ригу. Так в Старом городе появилась привлекательная и новаторская в архитектурном плане Англиканская церковь, строительство которой велось в период после окончания Крымской войны — с 1857 по 1859 годы.

## Создание проекта по реконструкции центра Риги
Крымская война повлекла за собой Парижский мирный договор, который поспособствовал получению Ригой нового статуса взамен предыдущего спорного звания города-крепости, который мешал свободному экономическому развитию губернской столицы. Сразу после сноса городских укреплений было решено составить проект реконструкции центральной части города. У истоков этого проекта стоят архитекторы Иоганн Даниэль Фельско и Отто Дитце. Их кандидатуры были одобрены генерал-губернатором Лифляндии А. А. Суворовым. Благодаря этому проекту был разработан и создан примечательный во всех отношениях рижский бульварный ансамбль, который фактически является ровесником венского, а также городского бульварного кольца в чешском городе Брно. Таким образом, реализация этого современного и прогрессивного проекта привела к кардинальному преобразованию тех участков территорий, которые освободились после ликвидации элементов крепостного пояса. Эти участки, а также прилегавшая к ним рижская эспланада превратились в репрезентативное центрообразующее ядро Нового города Риги (получившего название в противовес Старому городу).

## Работы в 1860-е
В 1864—1866 годы Фельско работал над проектом Старой церкви Гертруды, построенной на специальной восьмиугольной площадке на персечении Церковной и Гертрудинской улиц. В этот же двухлетний период Фельско параллельно работал над проектом нового здания Малой гильдии, которое было построено в оригинальных эклектичных формах английской неоготики — предыдущее средневековое строение было практически полностью снесено. В 1868 году Фельско принимается за работу по созданию проекта здания Городской гимназии (условной правопреемницы средневековой Домской школы). В настоящий момент в этом здании на бульваре Райниса, 8, располагается Первая государственная гимназия. На территории бывшего Яковлевского равелина Фельско в 1862 году проектирует газовую фабрику, деятельность которой должна была обеспечить освещение города по новой модели (вместо нерегулярно расположенных масляных фонарей). Эта фабрика действовала до 1907 года. Здание, доминирующее на территории насаждений вдоль городского канала, обладающее спокойной и уравновешенной цветовой гаммой, в которой преобладают жёлтый и белый тона, расположено напротив бульвара Зигфрида Аннас Мейеровица.

## Работы в 1870-е
В 70-е годы XX века Иоганн Даниэль Фельско также работал не менее активно: в первую очередь стоит отметить здание для нужд богадельни, построенной в 1873—1876 годах на средства, завещанные купцом Фирсом Садовниковым (современный адрес: улица Садовникова, 20). Далее Фельско продолжил заниматься проектированием общественных зданий, создав проект реального училища в 1879 году. Сейчас по этому адресу (улица Кришьяня Валдемара, 1) располагается 2-я Рижская государственная гимназия. Также в 1876—1878 годы главный архитектор Риги работал над проектом церкви Святой Троицы в современном рижском микрорайоне Саркандаугава — она была построена в правильных формах неоготического стиля.
|                    |  |                  |  |                 |
| Городская гимназия |  | Реальное училище |  | Газовая фабрика |

|                    |  |                            |  |               |  |                         |
| Особняк Гринфельда |  | Главный вход Малой гильдии |  | Малая гильдия |  | Башня церкви Св. Иоанна |

В 1879 году Фельско уходит с поста главного городского архитектора, передав его другому прославленному остзейскому строительному мастеру, Рейнгольду Шмелингу, который во многом приобрёл известность своими проектами кирпичных школ, а также зданием для финансового общества «Улей» на Известковой (Калькю) улице, в банковских помещениях которого в 1883 году фактически начал своё историческое восхождение рижский русский театр. Шмелинг занимал пост главного архитектора Риги до 1915 года.
Иоганн Фельско похоронен в Риге на Большом кладбище.

## Семья
Сын — Карл Иоганн Фельско (1844—1918) — известный рижский архитектор.